# Étienne Neveu
Pour les articles homonymes, voir Neveu.
Étienne Neveu (20 mars 1755, Mauléon - 18 octobre 1830, Mauléon) est un homme politique français.

## Biographie
Juge au tribunal de Mauléon, lorsqu'il fut élu, en septembre 1792, premier député suppléant des Basses-Pyrénées à la Convention, par 304 voix (439 votants), il siégea parmi les modérés et répondit, au 3e appel nominal, dans le procès du roi : « Vous avez décidé que Louis est coupable ; la qualité de juge ne m' appartient pas ; je remplis un devoir en votant comme législateur et comme homme d'État ; je vote pour la réclusion pendant la guerre et le bannissement ensuite. » Il n'eut à l'assemblée qu'un rôle effacé, remplit, en l'an III, une courte mission près des armées de la Moselle et du Rhin, et passa, le 21 vendémiaire an IV, comme député des Basses-Pyrénées au Conseil des Cinq-Cents, élu par 184 voix (284 votants). Il fit partie de plusieurs commissions d'intérêt local, sortit du Conseil le 1er prairial an VI, et reçut du Directoire les fonctions de consul de France à Santander. Il passa les dernières années de sa vie à Mauléon.